# Леоберсдорф
Леоберсдорф (нем. Leobersdorf) — ярмарочная коммуна (нем. Marktgemeinde) в Австрии, в федеральной земле Нижняя Австрия. 
Входит в состав округа Баден.  Население составляет 4402 человека (на 31 декабря 2005 года). Занимает площадь 12,34 км². 

## Политическая ситуация
Бургомистр коммуны — Антон Бош (LZL) по результатам выборов 2005 года.
Совет представителей коммуны (нем. Gemeinderat) состоит из 25 мест.
- Партия LZL занимает 16 мест.
- СДПА занимает 5 мест.
- АНП занимает 2 места.
- Зелёные занимают 2 места.